# Castelleone di Suasa
Castelleone di Suasa é uma comuna italiana da região dos Marche, província de Ancona, com cerca de 1 689 habitantes. Estende-se por uma área de 15 km², tendo uma densidade populacional de 113 hab/km². Faz fronteira com Arcevia, Barbara, Corinaldo, Ostra Vetere, San Lorenzo in Campo (PU).

## Demografia
| Variação demográfica do município entre 1861 e 2011                               |
|                                                                                   |
| Fonte: Istituto Nazionale di Statistica (ISTAT) - Elaboração gráfica da Wikipedia |